# Jalapa (Messico)
Jalapa è una municipalità dello stato di Tabasco, nel Messico meridionale, il cui capoluogo è la città omonima.
La municipalità conta 36.391 abitanti (2010) e ha un'estensione di 594,3 km².
Il significato del nome della città in lingua nahuatl è Riviera di sabbia.